# Liste der Bodendenkmäler in Fladungen
Auf dieser Seite sind die Bodendenkmäler in der unterfränkischen Stadt Fladungen zusammengestellt. Diese Tabelle ist eine Teilliste der Liste der Bodendenkmäler in Bayern. Grundlage ist die Bayerische Denkmalliste, die auf Basis des Bayerischen Denkmalschutzgesetzes vom 1. Oktober 1973 erstmals erstellt wurde und seither durch das Bayerische Landesamt für Denkmalpflege geführt wird. Die folgenden Angaben ersetzen nicht die rechtsverbindliche Auskunft der Denkmalschutzbehörde.

## Bodendenkmäler in Fladungen
| Lage       | Objekt | Akten-Nr.     | Bild |
| ---------- | --- | ------------- | ---- |
| (Standort) | Bestattungsplatz der älteren Latènezeit. | D-6-5426-0001 |      |
| (Standort) | Abschnitte der spätmittelalterlichen bis frühneuzeitlichen Landwehr „Höhl“. | D-6-5426-0002 |      |
| (Standort) | Archäologische Befunde des Mittelalters und der frühen Neuzeit im Bereich des Rittergutes Hoflar mit dem um 1600 errichteten „Alten Schloss“ und dem um 1750 erbauten, jedoch wieder abgetragenen „Neuen Schloss“ innerhalb der frühneuzeitlichen Ringmauer.                                                      | D-6-5426-0003 |      |
| (Standort) | Abschnitte der spätmittelalterlichen bis frühneuzeitlichen Landwehr „Höhl“. | D-6-5426-0011 |      |
| (Standort) | Archäologische Befunde des Mittelalters und der frühen Neuzeit im Bereich der umwehrten Altstadt von Fladungen. | D-6-5426-0014 |      |
| (Standort) | Archäologische Befunde des späten Mittelalters und der frühen Neuzeit im Bereich der Stadtbefestigung von Fladungen. | D-6-5426-0015 |      |
| (Standort) | Archäologische Befunde des Mittelalters und der frühen Neuzeit, darunter solche von mittelalterlichen Vorgängerbauten, im Bereich der frühneuzeitlichen katholischen Pfarrkirche St. Kilian von Fladungen. | D-6-5426-0016 |      |
| (Standort) | Archäologische Befunde des Mittelalters und der frühen Neuzeit, darunter solche eines Vorgängerbaus, im Bereich der katholischen Gangolfskapelle südwestlich von Fladungen. | D-6-5426-0017 |      |
| (Standort) | Archäologische Befunde des Mittelalters und der frühen Neuzeit im Bereich der frühneuzeitlichen katholischen Filialkirche St. Anton von Brüchs. | D-6-5426-0021 |      |
| (Standort) | Archäologische Befunde des Mittelalters und der frühen Neuzeit im Bereich der frühneuzeitlichen katholischen Kuratiekirche St. Vitus von Leubach mit ummauertem Kirchhof. | D-6-5426-0023 |      |
| (Standort) | Archäologische Befunde des Mittelalters und der frühen Neuzeit, darunter solche von Vorgängerbauten und Körperbestattungen, im Bereich der frühneuzeitlichen katholischen Pfarrkirche St. Joseph von Oberfladungen mit ummauertem Kirchhof                                                                        | D-6-5426-0025 |      |
| (Standort) | Archäologische Befunde der frühneuzeitlichen, aus einer Mauer bestehenden Ortsbefestigung von Oberfladungen. | D-6-5426-0026 |      |
| (Standort) | Archäologische Befunde des Mittelalters und der frühen Neuzeit im Bereich der frühneuzeitlichen katholischen Pfarrkirche St. Wendelin von Rüdenschwinden. | D-6-5426-0029 |      |
| (Standort) | Schanze der frühen Neuzeit. | D-6-5426-0030 |      |
| (Standort) | Abschnitt einer spätmittelalterlichen bis frühneuzeitlichen Landwehr. | D-6-5426-0031 |      |
| (Standort) | Befestigungsanlage wohl des frühen Mittelalters auf dem „Schloßberg“. | D-6-5427-0001 |      |
| (Standort) | Archäologische Befunde im Bereich der frühneuzeitlichen Ortsbefestigung von Heufurt. | D-6-5427-0009 |      |
| (Standort) | Archäologische Befunde des Mittelalters und der frühen Neuzeit, darunter solche von Vorgängerbauten und Körperbestattungen, im Bereich der im Kern mittelalterlichen, zu Beginn des 18. Jahrhunderts großenteils neu errichteten katholischen Filialkirche St. Jakobus Major von Heufurt mit ummauertem Kirchhof. | D-6-5427-0010 |      |
| (Standort) | Archäologische Befunde des Mittelalters und der frühen Neuzeit, darunter solche von Vorgängeranlagen und Körperbestattungen, im Bereich der zu Beginn des 20. Jahrhunderts südöstlich des frühneuzeitlichen Kirchenbaus mit ehemaligem Kirchhof neu errichteten evangelisch-lutherischen Kirche von Sands.        | D-6-5427-0012 |      |
| (Standort) | Wüstung des späten Mittelalters. | D-6-5427-0013 |      |
| (Standort) | Befunde von obertägig nicht mehr sichtbaren Grabanlagen im Bereich des um 1800 angelegten jüdischen Friedhofs von Weimarschmieden. | D-6-5427-0016 |      |
| (Standort) | Schanze der frühen Neuzeit. | D-6-5427-0024 |      |
| (Standort) | Archäologische Befunde im Bereich eines frühneuzeitlichen Herrschaftssitzes in Sands. | D-6-5427-0025 |      |
| (Standort) | Abschnitt einer spätmittelalterlichen bis frühneuzeitlichen Landwehr. | D-6-5427-0026 |      |
| (Standort) | Bestattungsplatz mit Grabhügeln vorgeschichtlicher Zeitstellung mit Bestattungen der Hallstattzeit. | D-6-5526-0029 |      |